# Spoorlijn Marmande - Mont-de-Marsan
De spoorlijn Marmande - Mont-de-Marsan was een Franse spoorlijn van Marmande naar Mont-de-Marsan. De lijn was 96,5 km lang en heeft als lijnnummer 642 000.

## Geschiedenis
De lijn werd in gedeeltes geopend door de Compagnie des Chemins de fer du Midi, van Roquefort naar Mont-de-Marsan op 15 oktober 1882, van  Marmande - Casteljaloux op 23 mei 1891 en van Casteljaloux naar Roquefort op 7 juli 1893.
Tussen 1940 en 1943 fungeerde de spoorlijn als demarcatielijn tussen het bezette noorden en Vichy-Frankrijk.
Op 2 oktober 1938 werd het personenvervoer opgeheven. Het goederenvervoer werd vanaf 1971 stapsgewijs opgeheven:
- Casteljaloux - Bourriot-Bergonce: 1 februari 1971
- Bourriot-Bergonce - Arue: 5 juli 1971
- Arue - Sarbazan: 2003
- Marmande - Casteljaloux: 2005
- Sarbazan - Mont-de-Marsan: 2011

## Aansluitingen
In de volgende plaatsen is of was er een aansluiting op de volgende spoorlijnen:
Marmande
RFN 618 000, spoorlijn tussen Magnac-Touvre en Marmande
RFN 640 000, spoorlijn tussen Bordeaux-Saint-Jean en Sète-Ville
Bourriot-Bergonce
RFN 641 000, spoorlijn tussen Langon en Gabarret
Mont-de-Marsan
RFN 644 000, spoorlijn tussen Nérac en Mont-de-Marsan
RFN 652 000, spoorlijn tussen Morcenx en Bagnères-de-Bigorre
RFN 654 000, spoorlijn tussen Dax en Mont-de-Marsan
lijn tussen Luxey en Mont-de-Marsan

## Galerij

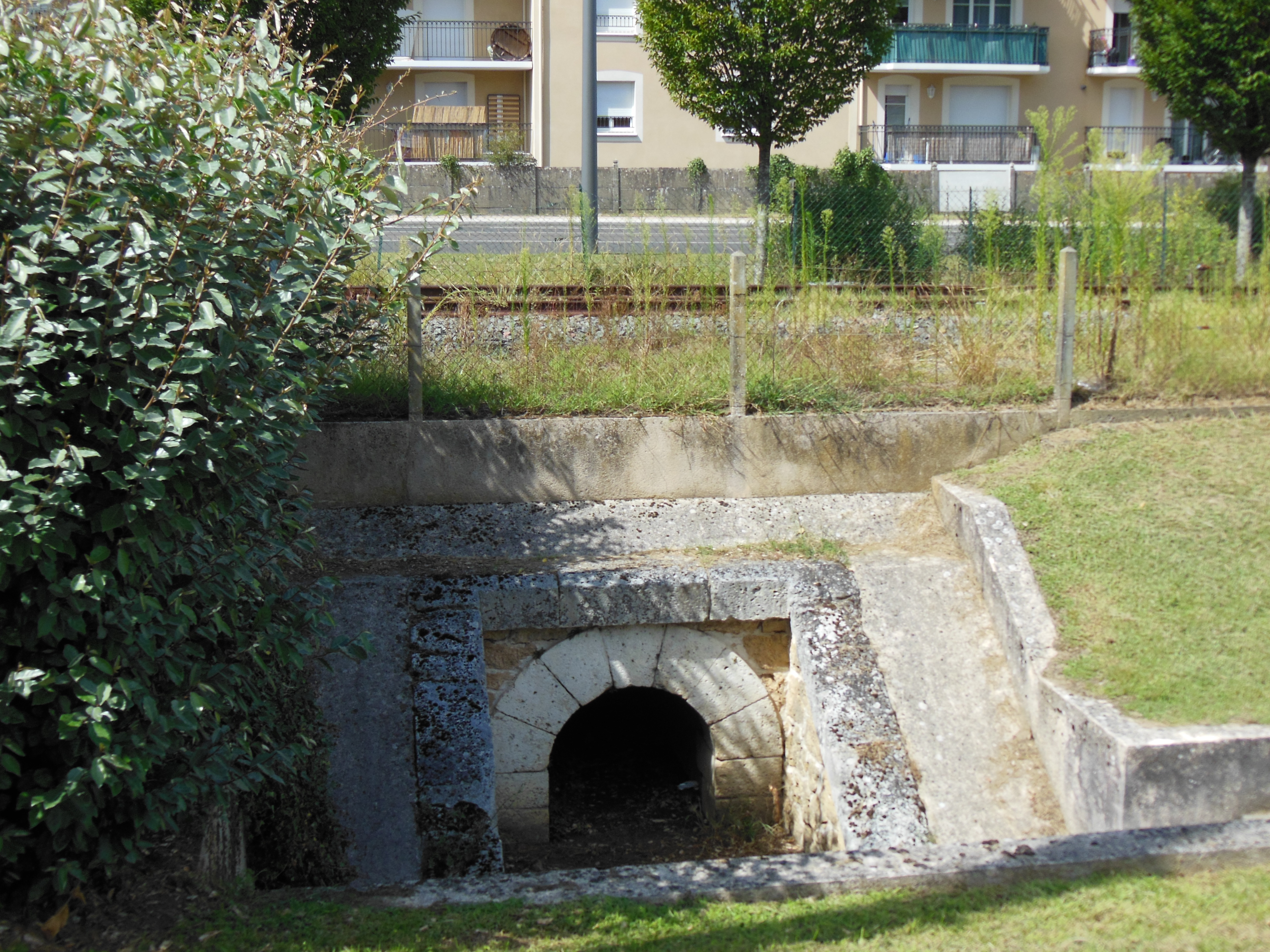
Tunnel gebruikt als vluchtroute tussen bezet en Vichy Frankrijk in Mont-de-Marsan.
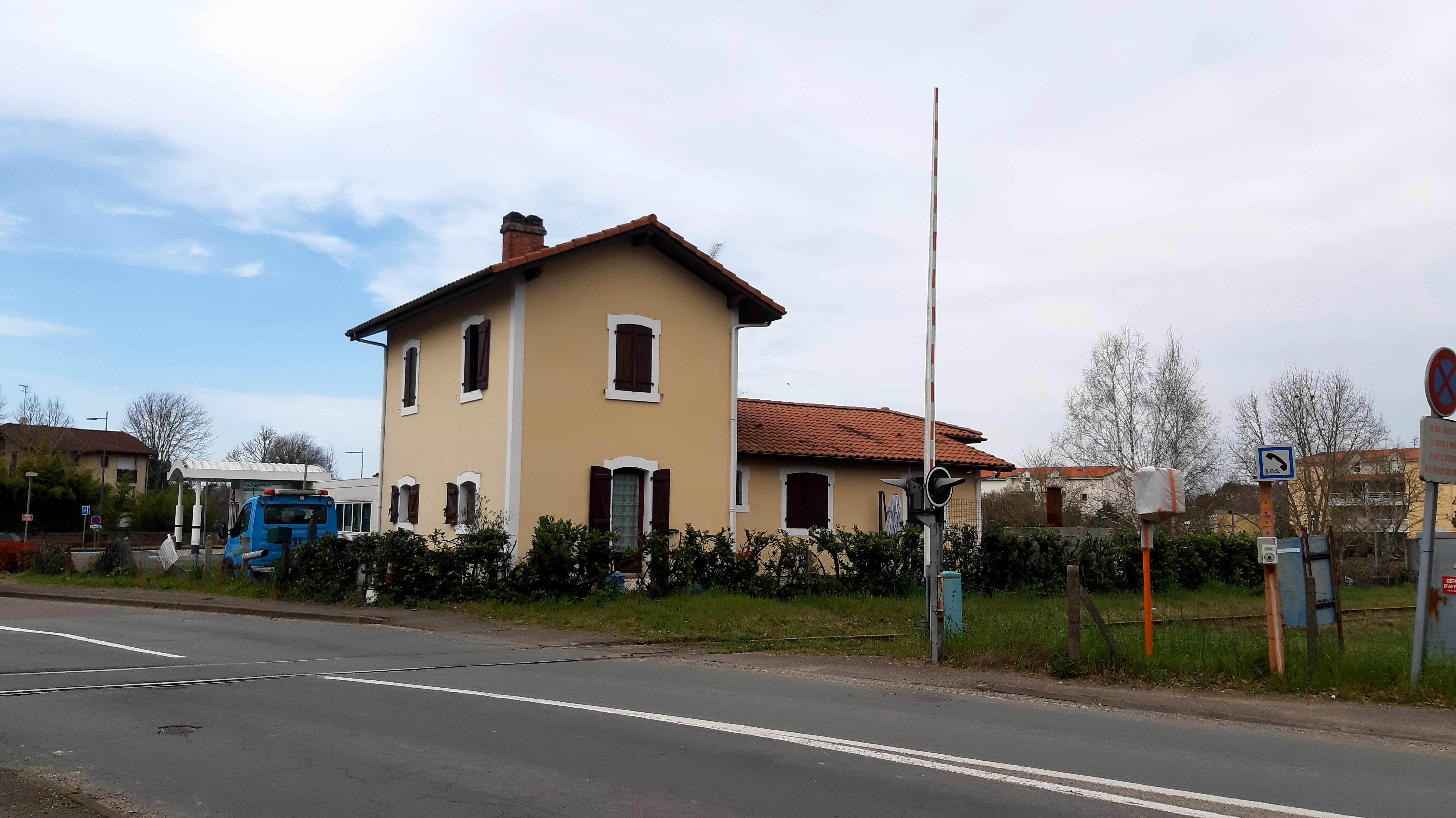
Overweg 43 in Mont-de-Marsan.
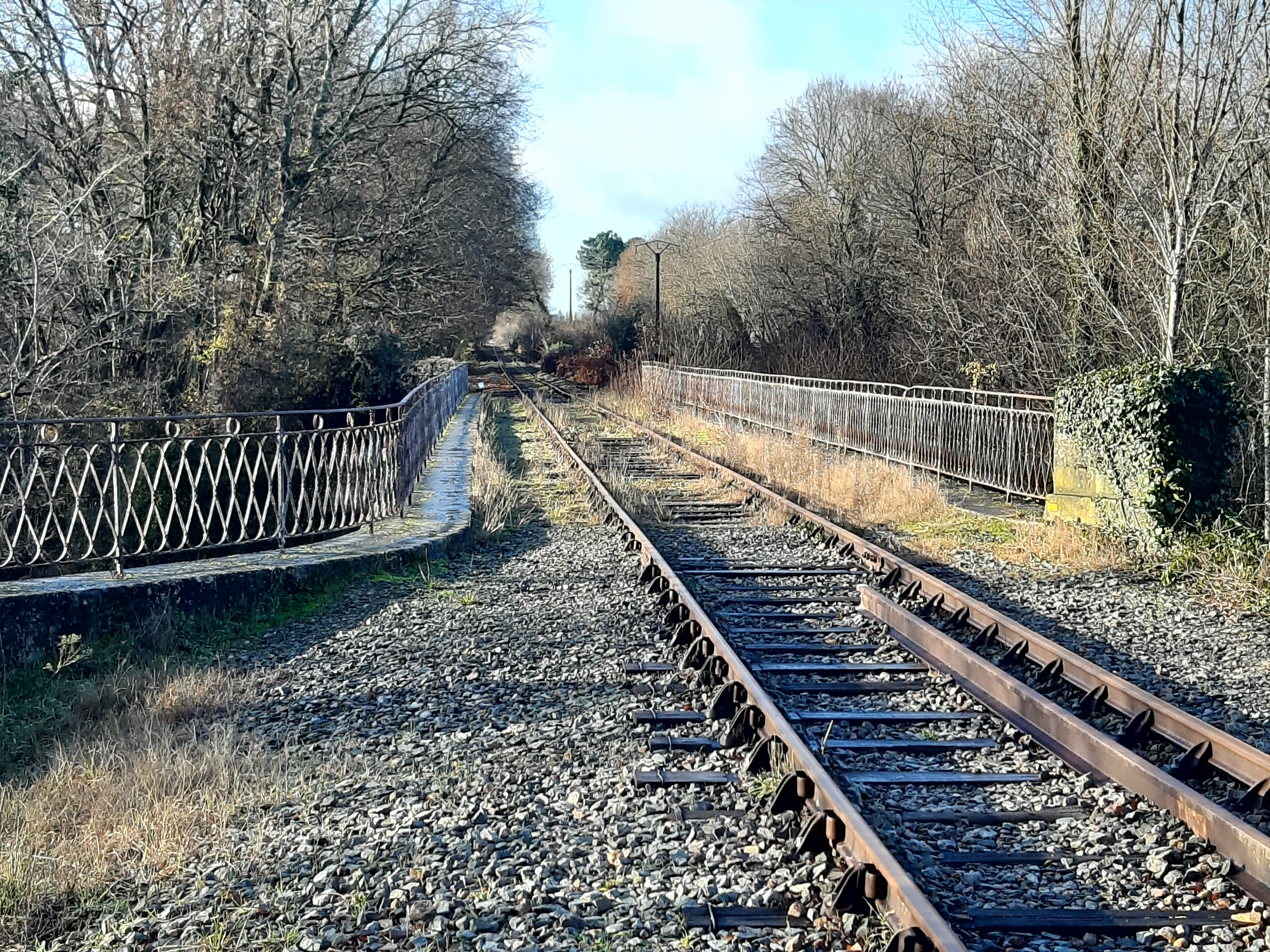
Brug van Mi-Carrère in Mont-de-Marsan.
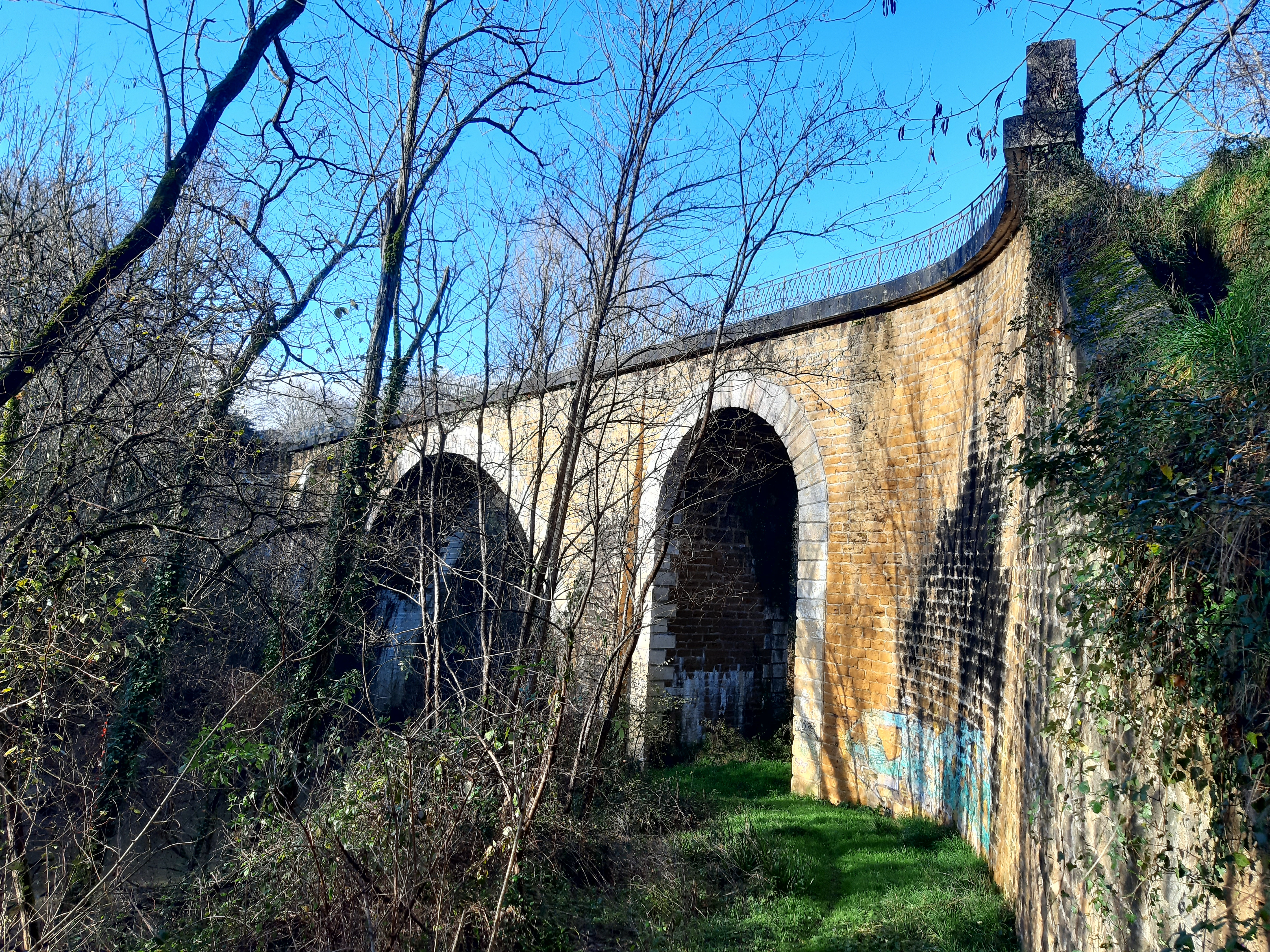
Brug van Mi-Carrère in Mont-de-Marsan.